# Der Okerlo
Der Okerlo ist ein Märchen (ATU 327B, 313). Es stand in den Kinder- und Hausmärchen der Brüder Grimm nur in der 1. Auflage von 1812 an Stelle 70 (KHM 70a).

## Inhalt
Eine Königin setzt ihre Tochter in einer goldenen Wiege auf dem Meer aus. Die Wiege schwimmt zu einer Menschenfresserinsel. Die Menschenfresserin zieht das Mädchen auf als Braut für ihren Sohn.
Als sie das inzwischen herangewachsene Mädchen mit einem herbeigeschwommenen Prinzen erwischt, soll der zur Hochzeit gebraten werden. Ihr Mann, der Okerlo, bekommt nachts Hunger und will den Prinzen sogleich verspeisen. Das Mädchen, das mit dem Prinzen und den Okerlokindern in einer Stube schläft, hört dies und setzt dem Prinzen die Krone eines Okerlokindes auf. Im Dunkeln verwechselt die Menschenfresserin dadurch den Prinzen mit ihrem eigenen Kind, das stattdessen verschlungen wird.
Das Mädchen flieht daraufhin mit dem Prinzen und nimmt einen Siebenmeilenstiefel, eine Wünschelrute und einen Kuchen mit einer Bohne mit. Die Bohne warnt sie jeweils vor der sie verfolgenden Menschenfresserin. Das Mädchen verwandelt sich und den Prinzen mit Hilfe der Wünschelrute einmal in einen Schwan und einen See, einmal in eine Staubwolke und einmal in einen Rosenstock und eine Biene, worauf die Menschenfresserin jedes Mal unverrichteter Dinge abzieht.
Als Rosenstock und Biene können die beiden sich nicht mehr zurückverwandeln, weil die Zauberrute zu weit weg liegt. Der Rosenstock steht aber im Garten der Mutter des Mädchens. Diese will die Rose brechen und wird dabei von der Biene gestochen. Der Rosenstängel ist schon ein wenig eingerissen, und die Mutter bemerkt Blut darin. Sie lässt daraufhin Rosenstock und Biene von einer Fee erlösen und ist froh, ihre Tochter wiederzusehen. Das Mädchen und der Prinz feiern nun ein rauschendes Hochzeitsfest.
Die Erzählung schließt mit der Beschreibung der prächtigen Hochzeit und der Frage, ob der Erzähler auch da gewesen sei: Ja, seinen butternen Kopfputz habe die Sonne geschmolzen, das spinnwebene Kleid die Dornen zerrissen und die gläsernen Pantoffeln ein Stein zerbrochen (vgl. KHM 84 Hans heiratet, KHM 91 Dat Erdmänneken).

## Herkunft
Die Brüder Grimm hatten das Zaubermärchen von Johanna Hassenpflug, die Schlussverse aus Mitteilungen der Familie von Wilhelm Engelhardt. Es scheint aber auf Marie-Catherine d’Aulnoys Feenmärchen Der Orangenbaum und die Biene (L'Orangier et l'abeille) zurückzugehen. Grimms Anmerkung verglich zur magischen Flucht das Märchen Der Riesenwald in der „Braunschweiger Sammlung“ (Feen-Mährchen. Zur Unterhaltung für Freunde und Freundinnen der Feenwelt, ohne Verfasserangabe bei Verleger Friedrich Bernhard Culemann 1801 in Braunschweig), sowie Daumerlings Wanderschaft, Fundevogel, Der Liebste Roland. Ein Okerlo ist etymologisch ein Oger. Vgl. Der kleine Däumling.